# Omegle
Omegle — вебсервіс, що дозволяє спілкуватися в режимі «наодинці» (онлайн-чат). Вибір співрозмовника при цьому відбувається абсолютно випадково. Спілкування при цьому геть анонімно: співрозмовники відображаються на сайті: You (ви) і Stranger (незнайомець).
Існує можливість спілкування як виключно в текстовому форматі, так і за допомогою вебкамери.
Основною мовою спілкування на сайті є англійська.
Особливістю сайту є те, що можна вказувати свої інтереси, і тоді сервіс буде намагатися підібрати співрозмовника з таким же інтересом.

## Історія
Сервіс був заснований 25 березня 2009 року 18-річним американцем Leif K-Brooks і досить швидко завоював популярність в середовищі англомовних користувачів: так, вже менш ніж через місяць після відкриття кількість переглядів сайту досягла 150 000 переглядів.
Спочатку Omegle був текстовим чатом, в якому користувачі випадковим чином об'єднувалися в пари, які спілкувалися як «незнайомці». Однак у 2010 році Omegle представив режим відео, що доповнює режим текстового чату, який об'єднує незнайомців, які використовують вебкамери і мікрофони. У відеочаті також є вбудоване текстове вікно. У 2011 році була представлена бета-версія нової функції «Шпигунський режим». У режимі «Шпигун» у користувачів є два варіанти: бути «шпигуном» і задати питання двом незнайомцям або обговорити питання з іншим незнайомцем.
До початку 2013 року, сайт не цензурував матеріали за допомогою фільтра ненормативної лексики, тому користувачі повідомляли про те, що вони стикалися з сексуальним контентом у відеочаті. Після січня 2013 року Omegle почала відстежувати неправомірну поведінки, щоби захистити користувачів, молодше 18 років від потенційно небезпечного вмісту, в тому числі зображень оголеного тіла або сексуального характеру.
У 2015 році Omegle почав впроваджувати заходи безпеки ReCaptcha, щоб зменшити кількість ботів на сайті.
В кінці 2019 — на початку 2020 року Omegle почав критикувати Комуністичну партію Китаю і висловлювати підтримку протестам в Гонконзі 2019—2020, із зображенням на першій шпальті: «Сі Цзіньпін виглядає як Вінні-Пух».
8 листопада 2023 року Leif K-Brooks оголосив про закриття сайту Omegle у зв'язку з фінансовими та психологічними проблемами.